# Liden Films
Liden Films, Inc. (株式会社ライデンフィルム, Kabushikigaisha Raiden Firumu), également stylisé en LIDENFILMS, Inc. ou en Liden Films, est une entreprise de production et studio d'animation japonaise. Le siège de la société est situé dans l'arrondissement de Suginami à Tokyo et ses autres studios se trouvent à Kyoto, à Osaka et à Fukaya.

## Histoire
Liden Films est fondé en février 2012 par Hiroaki Matsuura de Sanzigen, Tetsurō Satomi de BARNUM STUDIO et le producteur de la production de Madhouse et de Shaft, Tadao Iwaki.
Le studio débute tout d'abord en coopération avec Studio Trigger pour la coproduction des studios Ordet et Sanzigen, Black★Rock Shooter. Le studio a ensuite commencé à entreprendre les activités clés en main et produit de manière indépendante des courts métrages d'animation. Leur première production indépendante est une adaptation en série télévisée d'animation de courts épisodes d'un yonkoma nommé Aiura diffusé sur le réseau TXN et le site web de partage de vidéos Niconico.
En janvier 2015, Liden Films s'installe à Kyoto avec la mise en place du « LIDENFILMS Kyoto Studio », qui a été fixés après le développement de l'approche d'une formation de production contrôlée et du personnel qui est basé dans la région du Kansai. Le siège de la société basée à Tokyo est responsable de l'animation de la planification.
Pour de nombreuses productions d'animation, la société est accréditée « LIDENFILMS » ou bien Raiden Firumu (ライデンフィルム) dans les génériques.

### Vue d'ensemble des studios
En plus de son siège social dans l'arrondissement de Suginami à Tokyo, elle possède des studios dans diverses régions du Japon. Ils fonctionnent généralement comme une « pièce séparée » du studio de Tokyo, mais peuvent parfois agir indépendamment pour la réalisation de séries télévisées de courtes animations.
Kyoto Studio (京都スタジオ, Kyōto Sutajio)
Établi dans l'arrondissement de Nakagyō dans la ville de Kyoto en janvier 2015. En janvier 2016, LIDENFILMS Kyoto Studio est pour la première fois responsable de la supervision de l'animation de Kanojo to kanojo no neko -Everything Flows-, diffusé en mars 2016, il s'agit d'une adaptation en série télévisée anime de 4 épisodes du court-métrage indépendant Kanojo to kanojo no neko de Makoto Shinkai réalisé en 1999.
Osaka Studio (大阪スタジオ, Ōsaka Sutajio)
Établie dans l'arrondissement de Yodogawa dans la ville d'Osaka. En janvier 2020, il a travaillé sur son premier contrat de production, ReBirth (ja), une série télévisée de courtes animations basée sur le jeu de cartes à collectionner de Bushiroad ReBirth for you (ja).
Fukaya Studio (深谷スタジオ, Fukaya Sutajio)
Établie dans la ville de Fukaya dans la préfecture de Saitama.

## Productions

### Séries télévisées
| Année | Titre                                                               | Dates de 1re diffusion | Dates de 1re diffusion | Nb. éps.   | Notes |
| Année | Titre                                                               | Début                  | Fin                    | Nb. éps.   | Notes |
| ----- | ------------------------------------------------------------------- | ---------------------- | ---------------------- | ---------- | --- |
| 2013  | Senyu (en)                                                          | 8 janvier 2013         | 2 avril 2013           | 13         | Basée sur le manga de Robinson Haruhara ; coproduction avec Ordet.                                                  |
| 2013  | Aiura (en)                                                          | 10 avril 2013          | 26 juin 2013           | 12         | Basée sur le yonkoma de Chama.                                                                                      |
| 2013  | Senyu 2 (en)                                                        | 2 juillet 2013         | 24 septembre 2013      | 13         | Suite de Senyu ; coproduction avec Ordet.                                                                           |
| 2013  | Miss Monochrome: The Animation (ja)                                 | 1er octobre 2013       | 24 décembre 2013       | 13         | Série originale coproduite avec Sanzigen.                                                                           |
| 2014  | Wooser's Hand-to-Mouth Life: Kakusei-hen (en)                       | 7 janvier 2014         | 25 mars 2014           | 12         | Basée sur la chronique courte de Yoshiki Usa et de Tomoko Fujinoki ; coproduction avec Sanzigen.                    |
| 2014  | Terra Formars: Annex 1                                              | 26 septembre 2014      | 19 décembre 2014       | 13         | Basée sur le manga de Yū Sasuga et de Kenichi Tachibana.                                                            |
| 2015  | Les Chroniques d'Arslan                                             | 5 avril 2015           | 27 septembre 2015      | 25         | Basée sur le manga de Hiromu Arakawa ; coproductions avec Sanzigen.                                                 |
| 2015  | Yamada-kun and the Seven Witches                                    | 12 avril 2015          | 28 juin 2015           | 12         | Basée sur le manga de Miki Yoshikawa.                                                                               |
| 2015  | Miss Monochrome: The Animation 2 (ja)                               | 3 juillet 2015         | 25 septembre 2015      | 13         | Suites de la série ; coproductions avec Sanzigen.                                                                   |
| 2015  | Miss Monochrome: The Animation 3 (ja)                               | 2 octobre 2015         | 25 décembre 2015       | 13         | Suites de la série ; coproductions avec Sanzigen.                                                                   |
| 2016  | Sekkō Boys (ja)                                                     | 8 janvier 2016         | 25 mars 2016           | 12         | Série originale. |
| 2016  | Schwarzesmarken (en)                                                | 10 janvier 2016        | 27 mars 2016           | 12         | Basée sur le visual novel du même nom ; coproduction avec Ixtl.                                                     |
| 2016  | Kanojo to kanojo no neko: Everything Flows                          | 4 mars 2016            | 25 mars 2016           | 14         | Basée sur le court-métrage indépendant de Makoto Shinkai ; production de LIDENFILMS Kyoto Studio.                   |
| 2016  | Terra Formars: Revenge (saison 2)                                   | 1er avril 2016         | 24 juin 2016           | 13         | Basée sur le manga de Yū Sasuga et de Kenichi Tachibana ; coproduction avec TYO Animations.                         |
| 2016  | Les Chroniques d'Arslan (saison 2)                                  | 3 juillet 2016         | 21 août 2016           | 18         | Basée sur le manga de Hiromu Arakawa ; coproduction avec Sanzigen.                                                  |
| 2016  | Poco's Udon World (en)                                              | 9 octobre 2016         | 25 décembre 2016       | 12         | Basée sur le manga de Nodoka Shinomaru.                                                                             |
| 2017  | Akashic Records of Bastard Magic Instructor                         | 4 avril 2017           | 20 juin 2017           | 12         | Basée sur le light novel de Tarō Hitsuji et de Kurone Mishima.                                                      |
| 2017  | Love & Lies                                                         | 3 juillet 2017         | 18 septembre 2017      | 12         | Basée sur le manga de Musawo Tsumugi.                                                                               |
| 2018  | Killing Bites (en)                                                  | 13 janvier 2018        | 31 mars 2018           | 12         | Basée sur le manga de Shinya Murata et de Kazasa Sumita.                                                            |
| 2018  | Lost Song (ja)                                                      | 31 mars 2018           | 16 juin 2018           | 12         | Série originale coproduite avec Dwango et Mages.                                                                    |
| 2018  | Layton Mystery tanteisha - Katori no nazotoki files                 | 8 avril 2018           | 31 mars 2019           | 50         | Basée sur le jeu vidéo L'Aventure Layton : Katrielle et la Conspiration des millionnaires de Level-5.               |
| 2018  | Hanebado!                                                           | 1er juillet 2018       | 1er octobre 2018       | 13         | Basée sur le manga éponyme de Kōsuke Hamada.                                                                        |
| 2018  | Phantom in the Twilight (en)                                        | 9 juillet 2018         | 25 septembre 2018      | 12         | Produit par le développeur de jeux vidéo Happy Elements.                                                            |
| 2018  | Kishuku gakkō no Juliet                                             | 6 octobre 2018         | 22 décembre 2018       | 12         | Basée sur le manga de Yōsuke Kaneda.                                                                                |
| 2018  | Beelzebub-jō no okinimesu mama.                                     | 11 octobre 2018        | 27 décembre 2018       | 12         | Basée sur le manga de matoba.                                                                                       |
| 2019  | Magical Girl Spec-Ops Asuka                                         | 12 janvier 2019        | 30 mars 2019           | 12         | Basée sur le manga de Makoto Fukami.                                                                                |
| 2019  | Mayonaka no occult kōmuin (en)                                      | 8 avril 2019           | 24 juin 2019           | 12         | Basée sur le manga de Yōko Tamotsu.                                                                                 |
| 2019  | Tejina Senpai                                                       | 2 juillet 2019         | 17 septembre 2019      | 12         | Basée sur le manga d'Azu.                                                                                           |
| 2019  | Hōkago saikoro Club (ja)                                            | 3 octobre 2019         | 19 décembre 2019       | 12         | Basée sur le manga d'Hirō Nakamichi.                                                                                |
| 2019  | Tenka hyakken: Meiji-kan e yōkoso! (ja)                             | 13 octobre 2019        | 29 décembre 2019       | 12         | Basée sur la franchise multimédia.                                                                                  |
| 2020  | ReBirth (ja)                                                        | 5 janvier 2020         | 23 décembre 2020       | 37         | Basée sur la franchise multimédia de Bushiroad ReBirth for you ; production de LIDENFILMS Osaka Studio.             |
| 2020  | Kitsutsuki tantei-dokoro (ja)                                       | 13 avril 2020          | 29 juin 2020           | 12         | Basée sur le roman de Kei Ii.                                                                                       |
| 2021  | Imagine, un cambrousard du dernier donjon dans la ville de départ ! | 4 janvier 2021         | 22 mars 2021           | 12         | Basée sur la série de light novel écrite par Toshio Satō et illustrée par Nao Watanuki.                             |
| 2021  | Otherside Picnic (ja)                                               | 4 janvier 2021         | 22 mars 2021           | 12         | Basée sur la série de light novel écrite par Iori Miyazawa et illustrée par shirakaba ; coproduite avec Felix Film. |
| 2021  | Hortensia Saga (ja)                                                 | 7 janvier 2021         | 25 mars 2021           | 12         | Basée sur le jeu mobile développé par f4samurai et édité par Sega.                                                  |
| 2021  | Les Brigades immunitaires BLACK                                     | 10 janvier 2021        | 21 mars 2021           | 13         | Basée sur le manga dérivé de Les Brigades immunitaires écrit par Shigemitsu Harada et dessiné par Issei Hatsuyoshi. |
| 2021  | Farewell, My Dear Cramer                                            | 4 avril 2021           | 27 juin 2021           | 13         | Basée sur le manga de Naoshi Arakawa.                                                                               |
| 2021  | Seven Knights Revolution: Hero Successor                            | 5 avril 2021           | 21 juin 2021           | 12         | Basée sur le jeu RPG sur smartphone de Netmarble. Co-produit avec DOMERICA.                                         |
| 2021  | Tokyo Revengers                                                     | 11 avril 2021          | 19 septembre 2021      | 24         | Basée sur le manga de Ken Wakui.                                                                                    |
| 2021  | "Deji" Meets Girl (en)                                              | 2 octobre 2021         | 18 décembre 2021       | 12         | Série originale. |
| 2021  | Build Dive -#00000 (Code Black)- (en)                               | 10 octobre 2021        | À venir                | À annoncer | Basée sur le jeu de cartes à collectionner de la franchise Build Divide crée par Aniplex.                           |
| 2021  | Kaginado (en)                                                       | 13 octobre 2021        | 29 décembre 2021       | 12         | Crossover basée sur les personnages des différentes franchises de Key. Animée par Liden Films Kyoto Studio.         |
| 2022  | Saiyuki Reload: Zeroin                                              | 6 janvier 2022         | À venir                | À annoncer | Suite de Saiyuki Reload Blast.                                                                                      |
| 2022  | Tribe Nine (en)                                                     | 10 janvier 2022        | À venir                | À annoncer | Basée sur la franchise multimédia créée par Akatsuki et Too Kyo Games.                                              |
| 2022  | Salaryman's Club                                                    | 30 janvier 2022        | À venir                | À annoncer | Série originale,.                                                                                                   |
| 2022  | Kotaro en solo                                                      | 10 mars 2022           | NC                     | 10         | Basée sur le manga de Mami Tsumura.                                                                                 |
| 2022  | Kaginado (en) (saison 2)                                            | avril 2022             | À venir                | À annoncer | Suite de Kaginado.                                                                                                  |
| 2022  | Call of the Night                                                   | juillet 2022           | À venir                | À annoncer | Basée sur le manga de Kotoyama.                                                                                     |
| 2022  | Di Gi Charat Mini Anime                                             | octobre 2022           | À venir                | À annoncer | Basée sur la franchise crée par Broccoli.                                                                           |
| 2022  | My Master Has No Tail                                               | 2022                   | À venir                | À annoncer | Basée sur le manga de TNSK.                                                                                         |
| 2023  | Tokyo Revengers (saison 2)                                          | 8 janvier 2023         | 2 avril 2023           | 13         | Suite de Tokyo Revengers.                                                                                           |
| 2023  | Kimi wa Hōkago Insomunia                                            | 10 avril 2023          | 3 juillet 2023         | 13         | Basée sur le manga de Makoto Ojiro.                                                                                 |
| 2023  | Tokyo Revengers (saison 3)                                          | 4 octobre 2023         | 27 décembre 2023       | 13         | Suite de Tokyo Revengers.                                                                                           |
| 2024  | Rurouni Kenshin                                                     | À annoncer             | À venir                | À annoncer | Basée sur le manga de Nobuhiro Watsuki.                                                                             |
| 2024  | Tonari no Yōkai-san                                                 | 7 avril 2024           | 30 juin 2024           | 13         | Basée sur le manga de noho                                                                                          |

### ONA
| Année | Titre                                               | Date(s) de sortie               | Notes |
| ----- | --------------------------------------------------- | ------------------------------- | --- |
| 2017  | Lucy et la Mélodie : La Toute Première Chanson (ja) | 3 mai 2017                      | Épisode spécial dérivé de la franchise Monster Strike.                                                         |
| 2017  | Monster Sonic!: D'Artagnan no Idol sengen (ja)      | 14 juin 2017 - 19 juillet 2017  | Nouvelle adaptation du manga L'Habitant de l'infini d'Hiroaki Samura.                                          |
| 2019  | Mugen no jūnin: Immortal                            | 10 octobre 2019 - 25 mars 2020  | Nouvelle adaptation du manga L'Habitant de l'infini d'Hiroaki Samura.                                          |
| 2020  | Arad Senki (en)                                     | 23 avril 2020 - 30 juillet 2020 | Basée sur le jeu vidéo de Neople ; coproduction avec Tencent et Friendly Land. Initialement diffusée en Chine. |

### Films d'animations
| Année | Titre                                                       | Date de sortie    | Notes                                                                       |
| ----- | ----------------------------------------------------------- | ----------------- | --------------------------------------------------------------------------- |
| 2014  | New Initial D the Movie - Legend 1: Awakening               | 23 août 2014      | Coproduction avec Sanzigen                                                  |
| 2014  | Cardfight!! Vanguard: The Movie                             | 13 septembre 2014 |                                                                             |
| 2015  | New Initial D the Movie - Legend 2: Racer                   | 23 mai 2015       | Coproductions avec Sanzigen                                                 |
| 2016  | New Initial D the Movie - Legend 3: Half Awake, Half Asleep | 6 février 2016    | Coproductions avec Sanzigen                                                 |
| 2016  | Monster Strike The Movie (en)                               | 10 décembre 2016  |                                                                             |
| 2020  | Dōnika naru hibi (en)                                       | 23 octobre 2020   | Basé sur le manga de Takako Shimura ; produite par LIDENFILMS Kyoto Studio. |
| 2021  | Sayonara watashi no Cramer: First Touch                     | 1er avril 2021    | Basée sur le manga de Naoshi Arakawa.                                       |
| 2021  | L'Enfant du mois de Kamiari                                 | 8 octobre 2021    |                                                                             |

### OVA
| Année | Titre                              | Date(s) de sortie               | Notes      |
| ----- | ---------------------------------- | ------------------------------- | ---------- |
| 2014  | Terra Formars                      | 20 août 2014 - 28 novembre 2014 | 2 épisodes |
| 2014  | Yamada-kun and the Seven Witches   | 17 décembre 2014 - 15 mai 2015  | 2 épisodes |
| 2016  | Les Chroniques d'Arslan (saison 2) | 9 mai 2016 - 9 novembre 2016    | 2 épisodes |
| 2018  | Terra Formars: Earth Arc           | 17 août 2018 - 19 novembre 2018 | 2 épisodes |
| 2018  | Love & Lies                        | 16 novembre 2018                | 2 épisodes |

### Coopération de production
| Année | Titre                                                 | Studio principal            | Notes                                 |
| ----- | ----------------------------------------------------- | --------------------------- | ------------------------------------- |
| 2012  | BLACK★ROCK SHOOTER                                    | Ordet, Sanzigen             | Séries télévisées d'animation         |
| 2012  | Kids on the Slope                                     | MAPPA, Tezuka Productions   | Séries télévisées d'animation         |
| 2012  | Cardfight!! Vanguard: Asia Circuit                    | TMS Entertainment           | Séries télévisées d'animation         |
| 2012  | Rock Lee : Les Péripéties d'un ninja en herbe         | Studio Pierrot              | Séries télévisées d'animation         |
| 2012  | Sword Art Online                                      | A-1 Pictures                | Séries télévisées d'animation         |
| 2012  | Les Chroniques de la guerre de Lodoss                 | Ordet                       | Vidéo promotionnel animée pour le jeu |
| 2013  | JoJo's Bizarre Adventure                              | David Production            | Séries télévisées d'animation         |
| 2013  | Kuroko's Basket (saison 2)                            | Production I.G              | Séries télévisées d'animation         |
| 2013  | Hayate the Combat Butler ! Cuties                     | Manglobe                    | Séries télévisées d'animation         |
| 2013  | Tantei Opera Milky Holmes                             | J.C.STAFF, Nomad            | Séries télévisées d'animation         |
| 2013  | Genshiken Nidaime                                     | Production I.G              | Séries télévisées d'animation         |
| 2013  | Kill la Kill                                          | TRIGGER                     | Séries télévisées d'animation         |
| 2013  | Aikatsu!                                              | Sunrise                     | Séries télévisées d'animation         |
| 2013  | Puella Magi Madoka Magica the Movie: Rebellion        | SHAFT                       | Film d'animation japonaise            |
| 2014  | Pupipō! (ja)                                          | AIC PLUS+                   | Série télévisée d'animation           |
| 2014  | Wake Up, Girls ! - Seven Idols                        | Ordet, Tatsunoko Production | Film d'animation japonaise            |
| 2014  | Wake Up, Girls!                                       | Ordet, Tatsunoko Production | Série télévisée d'animation           |
| 2014  | Crayon Shin-chan: Gachinko ! Gyakushū no Robo tō-chan | Shin-Ei Animation           | Film d'animation japonaise            |
| 2015  | Kuroko's Basket (saison 3)                            | Production I.G              | Série télévisée d'animation           |
| 2016  | Kizumonogatari                                        | SHAFT                       | Film d'animation japonaise            |